# Ruibal (Empresa)
Ruibal es una editorial argentina. Fue fundada en la década de 1960 en Buenos Aires por Luis Ruibal y Raúl Ruibal. 
Nació como una empresa dedicada a la talabartería y tornería, y mutó en una fábrica de cubiletes de cuero para dados, tras el éxito comercial comenzaron a producir ruletas de chapa, por lo que la empresa viró en una fábrica de juguetes, principalmente de plástico.
En 1985 lanzaron al mercado el juego Carrera de mente, que hasta el año 2023 contaba con 17 ediciones distintas, considerado uno de los juegos más vendidos de la historia del mercado argentino.
A partir de allí la empresa de dedicó a fabricar juegos de mesa y juguetes, convirtiéndose en una de las empresas reconocidas del rubro en la industria argentina.  

## Juegos
La editorial cuenta con cientos de juegos en el mercado editorial y de jugueterías, entre los que se destacan las ediciones de Uno (juego), Batalla naval (juego), Dr Eureka, Pictionary, entre muchos otros.

## Premios
En 2017 Ruibal obtuvo el  premio Alfonso X al mejor juego de mesa de diseño argentino por su juego Conejos en el huerto, diseñado por Luis Fernando Marcantoni, un juego de estrategia y memoria.